# Transnistra
Transnistra är en dokumentärfilm från 2019 och svensk, dansk och belgisk samproduktion. Filmen nominerades till Guldbaggen 2020 för Bästa film, Bästa Klippning och Bästa dokumentärfilm. Filmen vann Guldbaggen för kategorin Bästa dokumentärfilm.

## Handling
Tanja och hennes kompisar hänger vid ett övergivet bygge i den lilla utbrytarrepubliken Transnistrien i östra Moldavien.